# Mwasauya
Mwasauya ist ein Verwaltungsbezirk (englisch Ward) des Distrikts Singida (DC) in der tansanischen Region Singida.

## Geografie
Mwasauya ist ein Bezirk im nördlichen Zentralteil von Tansania etwa 40 Kilometer Luftlinie nordöstlich der Regionshauptstadt Singida. Bei der Volkszählung 2022 lebten 13.756 Menschen in 2634 Haushalten auf einer Fläche von 60 Quadratkilometern.

### Nachbarbezirke
Der Bezirk grenzt im Nordosten an den Distrikt Hanang, sonst an andere Bezirke des Distrikts Singida (DC).
| Ikhanoda |                                             | Hanang |
|          | Kompassrose, die auf Nachbargemeinden zeigt | Msange |
| Merya    | Maghojoa                                    |        |

## Gliederung
Der Bezirk besteht aus drei Gemeinden (swahili Mtaa) mit 19 Orten (Kitongoji):
| Ngamu - Sofia - Kagera - Mailanda - Mpipiti - Mapinduzi | Mdilu - Maendeleo - Azimio - Mwenge - Mwachambia - Songambele A - Mwaisumbi - Songambele B | Mwasauya - Mwongozo - Muungano - Maendeleo - Songambele - Mwenge - Sokoine - Mapinduzi |

## Wirtschaft und Infrastruktur
- Aufforstung: In den Jahren 2011 bis 2012 wurden 10.000 Bäume gepflanzt, von 2013 bis 2015 stieg dieser Wert auf 90.000 Bäume.[8]
- Tierhaltung: Der Nutztierbestand liegt bei 11.000 Rindern, 1900 Ziegen, 1400 Schafen und 18.000 Hühnern (Stand 2016).[8]
- Bildung: Die Mwasauya Secondary School ist eine staatliche weiterführende Schule, die Tagesschüler bis zur 4. Stufe ausbildet.[9] Auf Basis der Städtepartnerschaft von Salzburg und Singida errichtete der Vereins „Salzburg-Singida“ ein Mädchenwohnheim für diese Schule.[10]
- Gesundheit: In den Gemeinden Ngamu und Mdilu gibt es je eine staatliche Apotheke.[11][12]